# Brahim Ould M’Barreck Ould Mohamed El Moctar
 (janvier 2024).
Si vous disposez d'ouvrages ou d'articles de référence ou si vous connaissez des sites web de qualité traitant du thème abordé ici, merci de compléter l'article en donnant les références utiles à sa vérifiabilité et en les liant à la section « Notes et références ».
Pour les articles homonymes, voir El Moctar.
Brahim Ould M'Barreck Ould Mohamed El Moctar (en arabe : براهيم ولد إمبارك ولد محمد المختار), né le 21 décembre 1962 à Tidjikdja est le Ministre du développement rural de Mauritanie du 22 mars 2011 au 20 août 2014, puis Ministre de l'agriculture entre 2014 et 2018.

## Parcours
Il est titulaire d'un diplôme maîtrise en sciences économiques à la Faculté des sciences juridiques, économiques et sociales de Casablanca (Maroc).
Avant sa nomination comme Ministre du développement rural, El Moctar a commencé sa carrière en 1984 comme assistant Chef de service et études à la direction de contrôle de gestion de la SNIM (Société nationale industrielle et minière). 
À partir de 1988, il occupe le poste de Chef de service de la comptabilité analytique à la direction du contrôle de gestion de la SNIM. En 1995 il devient Responsable marketing à la direction de la SNIM à Paris, avant d'occuper le poste de directeur de succursale de la SNIM à Paris en 2007.
Il est ministre du développement rural du 21 mars 2011 au 20 août 2014, puis ministre de l'Agriculture du gouvernement de Yahya Ould Hademine entre 2014 et 2018.
Il est marié et père de quatre enfants.  